# Peter Groot Kormelink
Petrus Johannes Jozef (Peter) Groot Kormelink (Groenlo, 19 maart 1953) is een Nederlands zanger, componist en acteur.

## Biografie

### Jeugd
Groot Kormelink groeide op in Groenlo als jongste in een katholiek gezin van 11 kinderen. Na zijn middelbare school richtte hij het bandje Ambition op. Hij verhuisde na een afgebroken studie naar Groningen en werd daar pianist en acteur bij de rocktheatergroep Werk in Uitvoering.

### Carrière
Drie jaar later begon Groot Kormelink zijn carrière als zanger en componist. In de zomer van 1982 richtte hij de band Splitsing op. In juli 1985 maakte hij zijn eerste hit "Wind en Zeilen", die een radiohit werd op Hilversum 1 en Hilversum 3 en noteringen behaalde in zowel de Tipparade, Nationale Hitparade als de TROS Top 50. In 1988 richtte hij samen met Herman Grimme de Jazzpolitie op. Hun eerste single Liefdesliedjes brachten ze uit in 1993. In 1994 ontvingen ze van Ad Visser de Zilveren Harp. Samen met Bert Heerink en Erik Mesie vormde hij ook de feestband De Heeren van Oranje. In 2014 vormde hij met zijn voormalige bandleden een nieuwe band De Splitspolitie. Hun eerste single die werd uitgebracht was Een Zomer. 
In 2003 was hij te zien als acteur in de film De schippers van de Kameleon waar hij Molenaar Dijkstra speelde.